# Tomoplagia costalimai
Tomoplagia costalimai är en tvåvingeart som beskrevs av Aczel 1955. Tomoplagia costalimai ingår i släktet Tomoplagia och familjen borrflugor. Inga underarter finns listade i Catalogue of Life.